# Шулемсон, Сидней
Сидней Саймон Шулемсон (англ. Sydney Simon Shulemson; 22 октября 1915 — 25 января 2007, Флорида) — канадский летчик-истребитель и удостоенный высшей награды еврейский солдат Канады во время Второй мировой войны.
Его дедушка и бабушка по отцовской линии были родом из города Бакэу на юге Румынии и приехали в Монреаль в конце XIX века, когда Шулемсону было семь лет.
Выросший в Монреале, Шулемсон учился в Университете Макгилла. 10 сентября 1939 года он поступил на службу в Королевские военно-воздушные силы Канады, а в 1942 году окончил летную школу. Он вступил в 404-ю эскадрилью RCAF в Уике (Шотландия), где летал на самолете «Bristol Beaufighter». Во время своего первого вылета Шулемсон сбил немецкий «Flugboot». Он стал первопроходцем в технике нанесения ракетных ударов по кораблям стран Оси в Северной Атлантике.
После войны Шулемсон занимался поиском самолетов и набором пилотов для растущих израильских ВВС.
Шулемсон женился в 1989 году. Он умер во Флориде в 2007 году.